# Llista de les persones més longeves dels Països Catalans

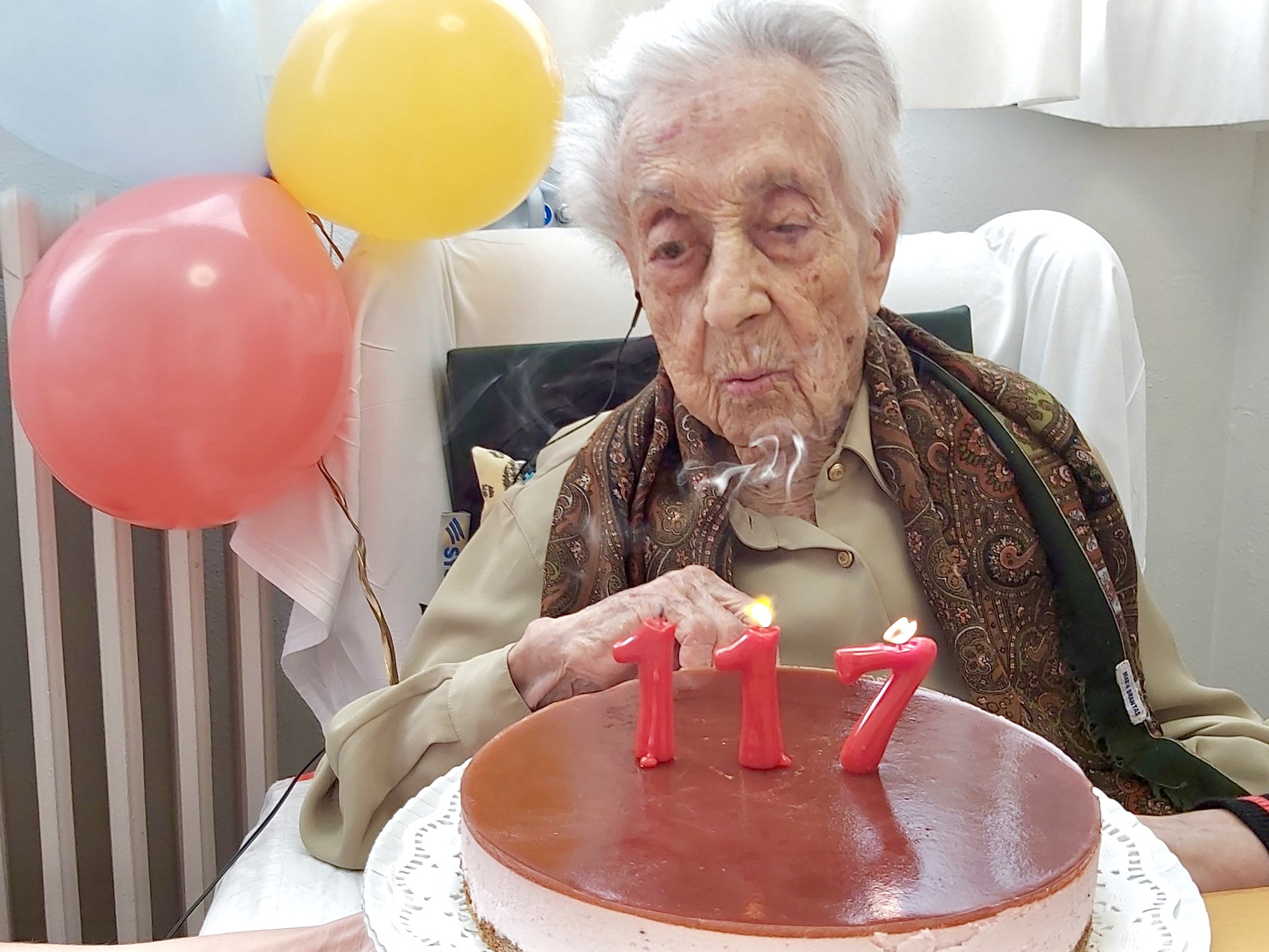
Maria Branyas Morera (1907-2024), la persona més longeva que ha viscut als Països Catalans.

Els supercentenaris d'aquest article són ciutadans, residents o emigrants dels Països Catalans que han assolit o superat els 110 anys. L'organisme que regula la validació de les edats és el Gerontology Research Group (GRG). La persona de més edat dels PPCC va ser Jeanne Bot, que va morir el 22 de maig de 2021, amb 116 anys i 128 dies. La persona de més edat coneguda als Països Catalans va ser Maria Branyas Morera, que va morir el 19 d'agost de 2024 després d'haver viscut 117 anys.

## Llista
| ★       | La persona va ser la més gran del món fins a la seva mort |
|         | La persona segueix viva                                   |
| cursiva | L'edat no ha estat validada                               |

| #  | Nom                        | Naixement          | Mort             | Edat               | Lloc de defunció/residència | refs          |
| -- | -------------------------- | ------------------ | ---------------- | ------------------ | --------------------------- | ------------- |
| 1  | Maria Branyas Morera ★     | 4 març 1907        | 19 agost 2024    | 117 anys, 168 dies | Olot                        | [ 3 ]         |
| 2  | Jeanne Bot                 | 14 gener 1905      | 22 maig 2021     | 116 anys, 128 dies | Perpinyà                    | [ 3 ] [ 4 ]   |
| 3  | Ana María Vela Rubio       | 29 octubre 1901    | 15 desembre 2017 | 116 anys, 47 dies  | Barcelona                   | [ 3 ]         |
| 4  | Magdalena Oliver Gabarró   | 31 octubre 1903    | 1 maig 2019      | 115 anys, 182 dies | Barcelona                   | [ 5 ]         |
| 5  | Joan Riudavets Moll ★      | 15 desembre 1889   | 5 març 2004      | 114 anys, 81 dies  | Es Migjorn Gran             |               |
| 6  | Juana Marcos Pujalte       | 1 abril 1906       | 16 octubre 2019  | 113 anys, 198 dies | Perpinyà                    | [ 6 ] [ 7 ]   |
| 7  | Virtudes Tomás Navarro     | 17 juliol 1907     | 20 abril 2020    | 112 anys, 278 dies | Villena                     | [ 8 ]         |
| 8  | Josep Armengol Jover ★     | 23 juliol 1881     | 20 gener 1994    | 112 anys, 181 dies | Catalunya                   | [ 9 ]         |
| 9  | Teresa Dosaigües Abella    | 13 febrer 1898     | 25 febrer 2010   | 112 anys, 12 dies  | Reus                        |               |
| 10 | Brigida Sales Exposito     | 3 octubre 1909     | 10 octubre 2021  | 112 anys, 7 dies   | Aramon, França              | [ 10 ]        |
| 11 | Concepción Caselles Serra  | 18 novembre 1909   | 16 octubre 2021  | 111 anys, 332 dies | Vilanova del Camí           |               |
| 12 | Angelina Torres Vallbona   | 18 març 1913       |                  | 111 anys, 363 dies | Bellvís, Pla d'Urgell       | [ 11 ]        |
| 13 | Julia Bascuñana Herrada    | 7 febrer 1911      | 31 juliol 2022   | 111 anys, 174 dies | Port de Sagunt              | [ 12 ] [ 12 ] |
| 14 | Antonio Urrea Hernández ★  | 16 febrer 1888     | 15 novembre 1999 | 111 anys, 272 dies | Barcelona                   |               |
| 15 | Adma Tura                  | 25 desembre 1906 ? | 1 setembre 2018  | 111 anys, 250 dies | Argelers                    |               |
| 16 | Josefa Llovet Llovet       | 25 setembre 1867   | 29 gener 1979    | 111 anys, 126 dies | Sant Andreu de la Barca     |               |
| 17 | Teresa Velázquez Andrés    | 13 juliol 1909     | 8 novembre 2020  | 111 anys, 118 dies | Sogorb                      |               |
| 18 | Dolors Subirana Compte     | 18 juliol 1897     | 9 novembre 2008  | 111 anys, 114 dies | Barcelona                   | [ 13 ]        |
| 19 | Manolita Piña de Rubies    | 22 febrer 1883     | 11 juny 1994     | 111 anys, 109 dies | Montevideo                  |               |
| 20 | Remei Company Ventura      | 10 febrer 1903     | 28 maig 2014     | 111 anys, 107 dies | Sabadell                    |               |
| 21 | Filomena Arán Franquet     | 4 maig 1888        | 9 agost 1999     | 111 anys, 97 dies  | Sant Feliu de Guíxols       |               |
| 22 | Josefa Aragonès Mayoral    | 5 octubre 1911     | 17 novembre 2022 | 111 anys, 12 dies  | Cornudella de Montsant      | [ 14 ] [ 15 ] |
| 23 | Dolors Moret i Ferriol     | 10 gener 1907      | 17 març 2018     | 111 anys, 66 dies  | Palamós                     |               |
| 24 | Generosa Sales Ferreres    | 4 gener 1907       | 27 gener 2018    | 111 anys, 23 dies  | Barcelona                   |               |
| 25 | Felicitas Esteban García   | 22 novembre 1913   | 1 desembre 2024  | 111 anys, 9 dies   | Sabadell                    |               |
| 26 | Teresa Gauchía Simó        | 15 maig 1906       | 25 maig 2017     | 111 anys, 10 dies  | Vilafermosa                 |               |
| 27 | Joaquim Illas i Illas      | 26 juliol 1909     | 12 juliol 2020   | 110 anys, 352 dies | Blanes                      |               |
| 28 | Encarnación Mora Gomis     | 16 març 1892       | 9 desembre 2002  | 110 anys, 268 dies | Tarba                       |               |
| 29 | Dolors Andreu Gou          | 27 març 1892       | 20 novembre 2002 | 110 anys, 238 dies | Perafort                    | [ 16 ]        |
| 30 | Julia Fournier Cuadros     | 9 novembre 1897    | 30 juny 2008     | 110 anys, 234 dies | Barcelona                   |               |
| 31 | Antònia Llanes Aiguadé     | 7 març 1912        | 26 octubre 2022  | 110 anys, 233 dies | Manresa                     | [ 17 ]        |
| 32 | María Ángeles Uhler Terrés | 27 agost 1911      | 30 març 2022     | 110 anys, 215 dies | Madrid                      |               |
| 33 | Angela Gironella Gratacós  | 2 agost 1905       | 30 gener 2016    | 110 anys, 181 dies | Montornès del Vallès        | [ 18 ]        |
| 34 | Carme Noguera Falguera     | 22 agost 1914      |                  | 110 anys, 206 dies | Olot                        | [ 11 ]        |
| 35 | Maria Obach Massana        | 14 març 1909       | 29 juny 2019     | 110 anys, 107 dies | Castellgalí                 |               |
| 36 | Elisa Cubells Guinau       | 20 agost 1885      | 16 novembre 1995 | 110 anys, 88 dies  | Champcueil                  | [ 19 ]        |
| 37 | Josepa Milà Robert         | 4 març 1896        | 6 abril 2006     | 110 anys, 33 dies  | Sitges                      | [ 11 ]        |